# Bún sứa
Bún sứa là món ăn không thể thiếu và là món ăn đặc sản vùng đất Miền Trung từ Phan Thiết trở ra. Nhiều địa phương nổi tiếng với món ăn này như: Bình Định, Phan Rang – Ninh Thuận, Ninh Hòa – Khánh Hòa.

## Nguyên liệu
- Sứa

Sứa ăn được có hai loại: sứa tai và sứa chân. Sứa tai có hình dáng như cây nấm, mập căng trong khi sứa chân là phần tua phía dưới có dạng sợi dai và giòn hơn. Sứa tai màu trong xanh, nhiều nước, mềm, làm món ăn không ngon. Người dân nơi đây hầu hết làm bún sứa bằng loại sứa chân. Sứa chân có màu trắng đục, ăn giòn như "sụn", sứa vừa khô ráo, vừa giòn nên thực khách ai cũng thích.
Sứa vừa bắt lên được ngư dân chà rửa thật sạch phần nhớt khi còn ở ngoài biển, nên sứa ngả màu xanh pha tím rất đẹp. Về nhà người ta giã lá ổi (có chất chát) hoặc phèn chua ngâm vào cho sứa se lại, vài tiếng đồng hồ sau đem ra xả nước lạnh thật kỹ, cắt thành miếng nhỏ thì mới dùng được. Vào mùa sứa, từ khoảng cuối xuân - đầu hạ, sứa biển ở đây có rất nhiều.
- Rau

Món bún sứa phải ăn với rau sống đủ loại, như xà lách, giá, rau thơm... thái nhỏ, bên cạnh là các hũ ớt màu, ớt hiểm, chanh...

## Nước lèo
Ngoài ra, để chế biến món bún sứa ngon thì việc chọn sứa thì một phần rất quan trọng khác nữa cũng quyết định tới món ăn chính là nước lèo. Nồi nước bún sứa ngon là nồi nước được hầm xương lợn cho thật nhừ. Dùng chảo đun dầu cho nóng vừa rồi đổ vào đó tôm tươi và cà chua (đã bỏ hột) băm nhỏ, sẽ có một thứ nước sệt màu vàng ánh dầu, sau đó đổ tất cả vào nồi nước dùng.

## Bún
Bún sứa phải ăn nóng mới ngon. Ở các tiệm, bún đã được chần nước sôi, bỏ vào bát; được xếp lên trên mặt một lớp sứa, nước dùng được chan lên nóng hổi. Khi ăn, bỏ rau sống và giá vào tô, thêm một tí ớt dầu cho thật cay, cắn thêm một trái ớt hiểm thì càng ngon.

## Bún sứa Dốc Lết
Bản thân món bún sứa có thể tìm thấy hầu hết ở Nha Trang, thế nhưng, món ăn chưa phổ biến nhiều mà chỉ bán tập trung tại những địa chỉ nhất định. Dốc Lết có món ăn này ngon bởi sứa tươi ngon và mang đậm chất đặc trưng riêng.